# Kermes nigronotatus
Kermes nigronotatus är en insektsart som beskrevs av Hu 1986. Kermes nigronotatus ingår i släktet Kermes och familjen eksköldlöss. Inga underarter finns listade i Catalogue of Life.